# Světový pohár v biatlonu 2019/2020 – Östersund
1. podnik Světového poháru v biatlonu v sezóně 2019/2020 probíhal od 30. listopadu do 8. prosince 2019 ve švédském Östersundu. Na programu mužů i žen byly sprinty, vytrvalostní závody a štafety, dále smíšený závod dvojic a smíšené štafety.
Předcházející podnik světového poháru zde probíhal naposledy na přelomu listopadu a prosince 2017. Pak se zde v březnu 2019 konalo mistrovství světa. 

## Program závodů
Oficiální program:
| Datum         | Disciplína                | Začátek (SEČ) | Počet závodníků |
| ------------- | ------------------------- | ------------- | --------------- |
| 30. listopadu | Smíšený závod dvojic      | 13:10         | 26 dvojic       |
| 30. listopadu | Smíšená štafeta           | 15:00         | 25 týmů         |
| 1. prosince   | Sprint (muži)             | 12:30         | 108             |
| 1. prosince   | Sprint (ženy)             | 15:30         | 105             |
| 4. prosince   | Vytrvalostní závod (muži) | 16:15         | 110             |
| 5. prosince   | Vytrvalostní závod (ženy) | 16:20         | 101             |
| 7. prosince   | Štafeta (muži)            | 17:30         | 26 týmů         |
| 8. prosince   | Štafeta (ženy)            | 15:30         | 21 týmů         |

## Průběh závodů

### Smíšený závod dvojic
V čele závodů se až do páté střelby udržovali překvapivě Ukrajinci, ale pak Anastasija Merkušinová zasáhla osmi náboji jen dva terče a propadla se. Do čela se dostali Němci, ovšem Erik Lesser nezvládl poslední střelbu, musel na trestný okruh, čehož využil Švéd Sebastian Samuelsson a dojel do cíle jako první s náskokem téměř 20 vteřin.
Čechům se nedařilo: běželi pomalu, Jessica Jislová musela na jedno trestné kolo a když Jakub Štvrtecký přidal při sedmé střelbě další dvě, byla česká štafeta předstižena o jedno kolo a stažena ze závodu.

### Smíšená štafeta
Za český tým rozjela štafetu Eva Puskarčíková, která nezasáhla celkem tři terče a předávala jako devátá. Markéta Davidová udělala sice stejně chyb, ale běžela rychle a zlepšila se o tři místa. Ondřej Moravec však při střelbě vleže pětkrát minul, musel na dvě trestná kola a klesl na 11. místo. Michal Krčmář už – i díky čtyřem nezasaženým terčům – českou pozici nevylepšil.
Zvítězili Italové, kteří se od třetího kola udržovali v čele a jako jedni z mála nemuseli na trestné kolo. Mohutný norský finiš Johannese Thingnese Bø, kdy během svého úseku stáhl ztrátu o více než minutu, stačil jen na druhé místo.

### Sprinty
Závod byl jedním z dalších triumfů Johannese Thingnese Bø, který sice udělal při první střelbě jednu chybu, ale pak se rychlou jízdou dostal před všechny soupeře a zvítězil před svým bratrem Tarjeiem Bø.
Z českých biatlonistů dojel nejlépe Michal Krčmář, ovšem i Jakub Štvrtecký, Michal Šlesingr a Adam Václavík se umístili do 40. místa a získali tak body do hodnocení světového poháru – pro Štvrteckého první v jeho kariéře. Nedařilo se jen Ondřeji Moravcovi, který udělal čtyři chyby na střelnici.
Ve sprintu žen startovala mezi prvními Italka Dorothea Wiererová. Při poslední střelbě sice nezasáhla jeden terč, ale rychlým během i střelbou se po dojezdu do cíle udržovala na prvním místě. Markéta Davidová jela později, obě střelby zvládla čistě a do posledního kola odjížděla se ztrátou jen 3,7 sekundy na Wiererovou. Zde však ztrácela a v cíli se dostala až za Norku Marte Olsbuovou,která sice udělala dvě chyby, ale jela ze všech nejrychleji. Přesto dojela na 3. místě a vybojovala tak svoje první stupně vítězů v novém ročníku světového poháru. Eva Puskarčíková obsadila 19. místo, Lucie Charvátová dojela třicátá.

### Vytrvalostní závody
Češi stříleli čistě, hlavně vleže, ale každé kolo běželi se ztrátou aspoň půl minuty na nejlepší. Nejlépe se z nich na 17. místě umístil Ondřej Moravec, který zasáhl všechny terče kromě jednoho. Johannes Thingnes Bø udělal celkem dvě chyby a především běžel pomalu, takže skončil až na 10. místě. Po téměř roce zvítězil – hlavně rychlým během – Francouz Martin Fourcade.
V závodu žen se hodně chybovalo. Markéta Davidová běžela rychle a zpočátku se udržovala v čelní skupině, ale pak při každé další střelbě udělala jednu chybu a nakonec dojela na 11. místě. Eva Puskarčíková skončila 23., ostatní české závodnice se na body nedostaly. Veronika Vítková odstoupila ze závodu v 4. kole a odjela domů. V cíli pak dlouho vedla Francouzka Justine Braisazová, která sice udělala dvě chyby, ale rychle běžela. S vysokým číslem 74 startovala Julija Džymová, zastřílela čistě a do posledního kola vyjížděla s náskokem 7 s. Zde ji však došly síly a skončila druhá.

### Štafety
Mužský závod ovládli Norové, když Tarjei Bø na třetím úseku a především Johannes Thingnes Bø na čtvrtém před sebe nepustili francouzskou štafetu.
Čeští reprezentanti neuspěli – většinu závodu se pohybovali až v druhé desítce. Jediný Ondřej Moravec vytáhl českou štafetu až na šesté místo, ale když Michal Krčmář musel na trestné kolo, skončil český tým nakonec na 13. místě, což byl nejhorší výsledek za poslední dva roky.
České ženy dojely lépe, když Markéta Davidová na třetím úseku stáhla ztrátu na vedoucí štafety a Eva Puskarčíková přes čtyři chyby na střelnici polepšila českému týmu ještě o jedno místo na konečnou osmou pozici. 
Zvítězil norský tým především zásluhou Marte Olsbuové na posledním úseku. Překvapením bylo druhé místo Švýcarska, za které závodily všechny tři sestry Gasparinovy.

## Umístění na stupních vítězů

### Muži
| Disciplína                 | První místo                                                            | Výkon     | Druhé místo                                                                      | Výkon     | Třetí místo                                                             | Výkon     |
| Sprint (10 km)             | Johannes Thingnes Bø                                                   | 24:18,3   | Tarjei Bø                                                                        | 24:37,3   | Matvej Jelisejev                                                        | 24:57,2   |
| Vytrvalostní závod (20 km) | Martin Fourcade                                                        | 53:11,9   | Simon Desthieux                                                                  | 53:26,6   | Quentin Fillon Maillet                                                  | 55:02,7   |
| Štafeta (4×7,5 km)         | Norsko Johannes Dale Erlend Bjøntegaard Tarjei Bø Johannes Thingnes Bø | 1:10:30,4 | Francie Émilien Jacquelin Quentin Fillon Maillet Simon Desthieux Martin Fourcade | 1:11:02,7 | Itálie Lukas Hofer Thomas Bormolini Daniele Cappellari Dominik Windisch | 1:11:57,5 |

### Ženy
| Disciplína                 | První místo                                                                              | Výkon     | Druhé místo                                                                   | Výkon     | Třetí místo                                                             | Výkon     |
| Sprint (7,5 km)            | Dorothea Wiererová                                                                       | 19:48,5   | Marte Olsbuová                                                                | 19:57,1   | Markéta Davidová                                                        | 20:00,4   |
| Vytrvalostní závod (15 km) | Justine Braisazová                                                                       | 42:35,1   | Julija Džymová                                                                | 42:46,2   | Julia Simonová                                                          | 42:52,8   |
| Štafeta (4×6 km)           | Norsko Karoline Knottenová Ingrid Landmark Tandrevoldová Tiril Eckhoffová Marte Olsbuová | 1:11:08,7 | Švýcarsko Elisa Gasparinová Selina Gasparinová Aita Gasparinová Lena Häckiová | 1:11:17,2 | Švédsko Linn Perssonová Elvira Öbergová Mona Brorssonová Hanna Öbergová | 1:11:18,9 |

### Smíšené štafety
| Disciplína                        | 1. místo                                                                | Výkon     | 2. místo                                                                             | Výkon     | 3. místo                                                                | Výkon     |
| Smíšený závod dvojic (6 + 7,5 km) | Švédsko Hanna Öbergová Sebastian Samuelsson                             | 36:42,1   | Německo Franziska Preussová Erik Lesser                                              | 37:00,2   | Norsko Marte Olsbuová Vetle Sjåstad Christiansen                        | 37:22,5   |
| Smíšená štafeta (2×6 + 2×7,5 km)  | Itálie Lisa Vittozziová Dorothea Wiererová Dominik Windisch Lukas Hofer | 1:05:56,1 | Norsko Ingrid Landmark Tandrevoldová Tiril Eckhoffová Tarjei Bø Johannes Thingnes Bø | 1:06:00,2 | Švédsko Linn Perssonová Mona Brorssonová Jesper Nelin Martin Ponsiluoma | 1:06:56,0 |

## Pořadí zemí
| Pořadí | Země      | 1. místo | 2. místo | 3. místo | Celkově |
| ------ | --------- | -------- | -------- | -------- | ------- |
| 1.     | Norsko    | 3        | 3        | 1        | 7       |
| 2.     | Francie   | 2        | 2        | 2        | 6       |
| 3.     | Itálie    | 2        | 0        | 1        | 3       |
| 4.     | Švédsko   | 1        | 0        | 2        | 3       |
| 5.     | Německo   | 0        | 1        | 0        | 1       |
| 5.     | Švýcarsko | 0        | 1        | 0        | 1       |
| 5.     | Ukrajina  | 0        | 1        | 0        | 1       |
| 8.     | Česko     | 0        | 0        | 1        | 1       |
| 8.     | Rusko     | 0        | 0        | 1        | 1       |
|        | Celkem    | 8        | 8        | 8        | 24      |